# Yamatokoriyama
Yamatokoriyama (大和郡山市 -shi) é uma cidade japonesa localizada na província de Nara.
Em 2004 a cidade tinha uma população estimada em 94 417 habitantes e uma densidade populacional de 2 212,20 h/km². Tem uma área total de 42,68 km².
Recebeu o estatuto de cidade a 1 de Janeiro de 1954.